# المحلبية (الموصل)
المُحْلَبِيَّةُ ناحية تقع على بعد 35 كم غرب مدينة الموصل العراقية، يقطنها أكثر من 14 ألف نسمة، يقطنها التركمان والعرب.[بحاجة لمصدر] وهي من أكبر نواحي قضاء الموصل في محافظة نينوى، عدد سكان ناحية المحلبية 33808 حتى سنة 2013، ومساحتها 787.23 وأطوال الطرق فيها 137.2.

## تاريخ
تاسيس هذه الناحية يعود إلى سنة 1835م عندما قدم مصطفى ياغوب قادما من مدينة تلعفر واسس له دارا فيها وبعد ذلك توالت العوائل إليها من عدة مناطق تركمانية وأصبحت على ما هي عليه اليوم من عمران وحضارة. [بحاجة لمصدر]

## عين الماء
يوجد في الناحية عين ماء مالحة تعيش فيها الاسماك وتتميز بانها من اصفى عيون العراق رغم ملوحة ماءها، وتسقى منها المئات من بساتين التين والزيتون والرمان.

## آثار
وجدت في المحلبية المئات من القطع الأثرية المختلفة من اوانى وتماثيل مما يثبث قدم هذه المدينة، حيث يوجد تلال من حولها هي عبارة عن مدن اثرية منها (بليوز) و(خميرة) (قزلار تباسى) (داى قوجا) و(مارطلى) و(ازون تبه).

## اقتصاد
يعتمد أهل المنطقة بشكل عام على زراعة الحنطة والشعير ويملكون الأراضى التي يزرعونها أو يتم تأجيرها من الدولة العراقية. واثرت سنين الجفاف على المدينة حيث جف ماء العين التي ذكِرت وتوقف ماءها عن الجريان ويبست اشجارها.

## إعمار
وقد شهدت اعمار واضحا في الفترة ما بين عامي 2006 و2010حيث تم بناء أكثر من أربعة مدارس كبيرة ومستشفى وعدد من دوائر الدولة التابعة لإدارة الناحية وتم تبليط شوارع المدينة وتشجيرا واسعا لارصفتها مما جعلها تبدو من احلى مدن محافظة نينوى. وهنا وجبت الإشارة إلى دور اهالي المنطقة ومدير ناحيتها (عبد الرحمن حسن إبراهيم) في جعلها إحدى جنينات المحافظة.